# Bianca Baak
Bianca Baak (25 de enero de 1992) es una deportista de los Países Bajos que compite en atletismo. Ganó una medalla de bronce en el Campeonato Europeo de Atletismo por Equipos de 2019, en la prueba de 4 × 400 m.